# Suisse au Concours Eurovision de la chanson 2016
La Suisse a annoncé le 20 juillet 2015 sa participation au Concours Eurovision de la chanson 2016 à Stockholm, en Suède. Le pays est représenté par Rykka et sa chanson The Last of Our Kind, sélectionnées via l'émission Die grosse Entscheidungsshow.

## Processus de sélection
Comme tous les ans, c'est par le biais de Die grosse Entscheidungsshow que seront choisis l'interprète et la chanson qui représenteront la Suisse au Concours Eurovision de la chanson.

### Sélections régionales

#### Suisse Romande
Les chansons de la RTS, qui sont au nombre de 6, furent choisies par le biais d'une sélection interne, les chansons se présentent ainsi :
La chanson de Stéphanie Palazzo fut disqualifiée car elle avait été présentée en 2013 en langue française.
| Artiste           | Langue   | Chanson                | Traduction                         |
| ----------------- | -------- | ---------------------- | ---------------------------------- |
| Bella C           | Anglais  | Another World          | Un autre monde                     |
| Gina von Glasow   | Anglais  | Left with an Idiot     | Laissée avec un idiot              |
| Kaceo             | Français | Disque d'or            | -                                  |
| Stéphanie Palazzo | Italien  | Perché mi guardi così? | Pourquoi me regardes-tu comme-ça ? |
| Stéphanie Sandoz  | Anglais  | Flashback              | -                                  |
| Loic Schumacher   | Français | Génération demain      | -                                  |

#### Suisse italienne
Les chansons de la RSI furent également choisies par le biais d'une sélection interne. Paolo Meneguzzi, Gabriel Broggini, et Simone Tomassini ont sélectionné les trois chansons qui iront aux auditions face aux experts. Elles furent révélées le 9 novembre 2015
, les chansons se présentent ainsi :
| Artiste       | Langue  | Chanson        | Traduction       |
| ------------- | ------- | -------------- | ---------------- |
| Elias Bertini | Anglais | Elephant       | Éléphant         |
| Nathalie      | Anglais | Share Love     | Partager l'amour |
| Theo          | Anglais | Because of You | À cause de toi   |

#### Suisse Alémanique
La SRF a reçu 167 chansons. Sur les 10 chansons sélectionnées par les internautes, seules 3 d'entre elles participeront à la grande finale, les chansons se présentent ainsi :
| Artiste                                | Langue         | Chanson                   | Traduction                |
| -------------------------------------- | -------------- | ------------------------- | ------------------------- |
| Erica Arnold                           | Allemand       | Ich bin ich               | Je suis moi               |
| Vincent Gross                          | Anglais        | Half a Smile              | Un demi-sourire           |
| Samuel Tobias Klauser                  | Anglais        | Asking Me Why             | Me demander pourquoi      |
| Maika                                  | Anglais        | The Reason                | La raison                 |
| Stanley Miller                         | Anglais        | Feel the Love             | Ressens l'amour           |
| Platzhirsch                            | Allemand       | Holz vor der Hütta        | Du bois devant l'auberge  |
| Rykka                                  | Anglais        | The Last of Our Kind      | Le dernier de notre genre |
| Patric Scott feat. Abdullah Alhussainy | Anglais, arabe | No Boundaries             | Aucune frontière          |
| Sunanda                                | Anglais        | Ooops!?!                  | -                         |
| Evelyn Zangger                         | Anglais        | Have a Little Faith in Me | Aie un peu foi en moi     |

### Finale
| Ordre | Artiste        | Langue   | Chanson              | Traduction                | Classement |
| ----- | -------------- | -------- | -------------------- | ------------------------- | ---------- |
| 1     | Vincent Gross  | Anglais  | Half a Smile         | Un demi-sourire           | 3          |
| 2     | Bella C        | Anglais  | Another World        | Un autre monde            | 2          |
| 3     | Kaceo          | Français | Disque d'or          | -                         | 6          |
| 4     | Theo           | Anglais  | Because of You       | À cause de toi            | 5          |
| 5     | Rykka          | Anglais  | The Last of Our Kind | Le dernier de notre genre | 1          |
| 6     | Stanley Miller | Anglais  | Feel the Love        | Ressens l'amour           | 4          |

## À l'Eurovision
La Suisse a participé à la deuxième demi-finale, le 12 mai 2016. Arrivé en 18e et dernière position avec 28 points, le pays ne s'est pas qualifié pour la finale.